# Åländisch

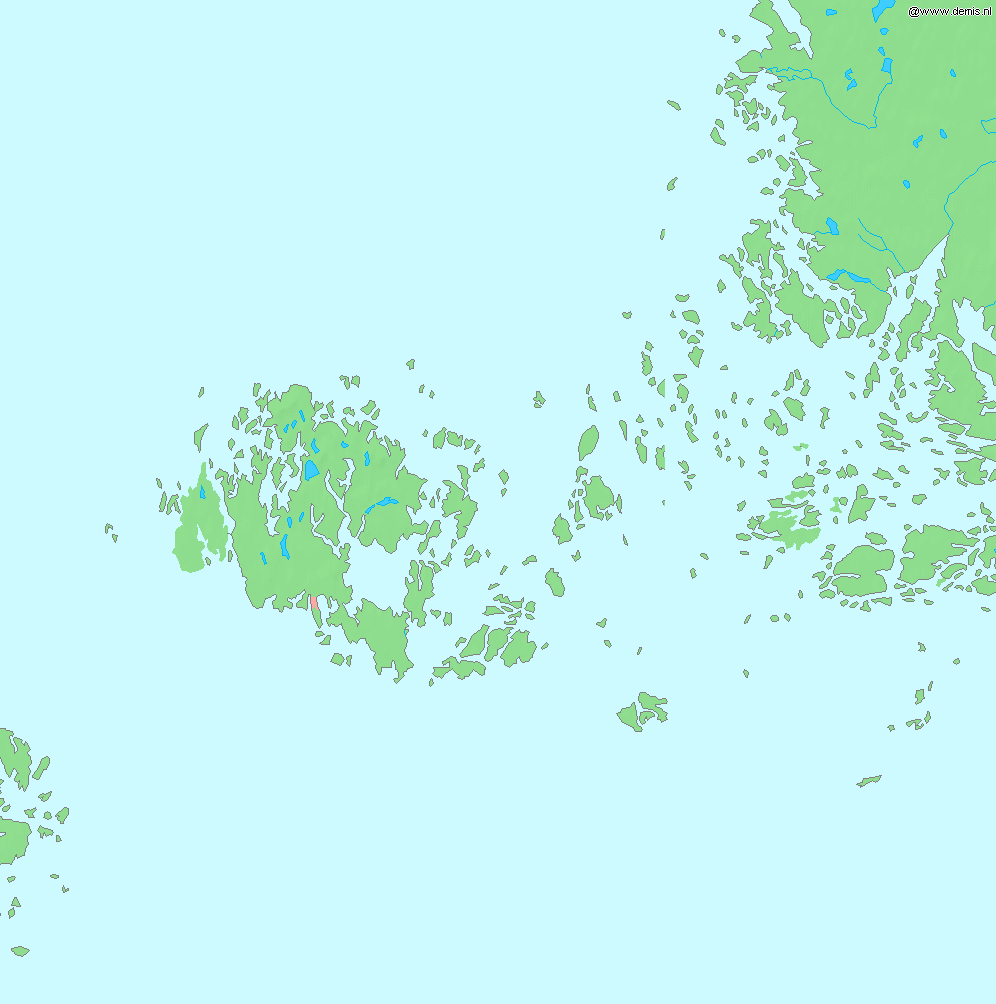
Karte der schwedischsprachigen Åland-Inseln

Åländisch (schwedisch: åländska) bezeichnet einen schwedischen Dialekt, der in der autonomen finnischen Provinz Åland gesprochen wird. Das Åländische wird zwar im geografischen Sinne als eine Variante der ostschwedischen Sprache (östsvenska mål) aufgefasst, tatsächlich liegt der Dialekt jedoch dichter am uppländischen Dialekt des nahe gelegenen schwedischen Festlandes als am Finnlandschwedischen. Die Åländer selbst zählen ihren Dialekt meist nicht zum Finnlandschwedischen.
Auf der autonomen Inselgruppe ist Schwedisch die einzige offizielle Sprache im sonst zweisprachigen Finnland. Sprache und Kultur sind im Selbstverwaltungsgesetz geregelt.

## Einflüsse
Die geografische Lage zwischen Finnland und Schweden spiegelt sich im Åländischen wider. So ähneln einige åländische Dialekte dem Finnlandschwedischen, während andere fast identisch mit der schwedischen Standardsprache, dem Reichsschwedischen (rikssvenska), sind. Da die åländische Geschichte von Kontakten mit Schweden und Finnlandschweden geprägt ist, wurde das Åländische vom Schwedischen stark beeinflusst. Es finden sich darüber hinaus aber auch Merkmale der finnischen und russischen Sprache sowie des britischen und amerikanischen Englisch, was mit der åländischen Seefahrtsgeschichte zusammenhängt.

## Merkmale und Beispiele
Ebenso wie im Finnlandschwedischen existiert nur ein Tonhöhenverlauf; im Gegensatz zu den sonst üblichen zwei tonalen Akzenten in den skandinavischen Sprachen, deren Gegensatz den typisch schwedischen „Singsang“ erzeugt.
Das Åländische besitzt noch viele archaische Wörter und Ausdrücke, die im Reichsschwedischen zwar verstanden, aber nicht mehr benutzt werden. Andere Wörter wiederum haben eine ganz andere Bedeutung als im Schwedischen. Ein Beispiel aus der letzten Zeit ist das Wort batting (schwedisch: träbalk), das ursprünglich vom englischen batten („Leiste“, „Latte“) abstammt, was im Åländischen wiederum „Holzbalken“ bedeutet. Ein weiteres Beispiel ist das Wort semla, das im Schwedischen die Semla, ein „Fastengebäck“ meint, während es sich im Åländischen auf ein Brötchen bezieht. Eine typisch åländische Frage lautet: Vemses flicka/pojke är du då? Auf Schwedisch würde es Vems flicka/pojke är du då heißen und bedeutet: „Wessen Junge/Mädchen bist du?“ Damit ist gemeint, dass in einer kleinen Gesellschaft die Wahrscheinlichkeit groß ist, dass man die Eltern des Gegenübers kennt. Das schwedische Wort inte für „nicht“ ersetzen die Åländer mit inga (Beispiel: Jag har inga varit där für „ich bin nicht da gewesen“). Auf Standardschwedisch heißt  inga dagegen keine.
Charakteristisch für das Åländische sind folgende Wörter und Ausdrücke:
| Åländisch    | Standardschwedisch        | Übersetzung                        | Anmerkungen |
| ------------ | ------------------------- | ---------------------------------- | --- |
| batteri      | (värme)element            | Heizkörper                         | batteri in Standardschwedisch bedeutet „Batterie“                                                                                 |
| butka        | finka                     | „Knast“                            | Aus dem Russischen über das finnische putka                                                                                       |
| byka         | tvätta (kläder)           | (Wäsche) waschen                   | von byk („Wäsche“); byk gilt in Schweden als altertümlich                                                                         |
| bykmaskin    | tvättmaskin               | Waschmaschine                      | siehe oben |
| egnahemshus  | villa                     | (freistehendes) Haus               | |
| jo           | ja                        | ja, doch                           | Variante aus Schweden als eine positive Antwort auf eine negative Frage                                                           |
| julgubbe     | jultomte                  | Weihnachtsmann                     | |
| jåla         | tramsa, prata strunt      | quatschen                          | |
| nojsa        | bråka, tjata, föra oväsen | lärmen, schimpfen, nörgeln         | aus dem englischen noise. Gilt in Schweden als altertümlich.                                                                      |
| Nåssådå!     | —                         | —                                  | tröstender Ausdruck, wenn etwas nicht so läuft wie erwartet                                                                       |
| si           | se                        | sehen                              | Åländische Aussprache vom schwedischen se                                                                                         |
| Siddu barra! | Ser du bara / Ser man på  | Sieh mal an!                       | |
| småkusin     | syssling                  | Vetter oder Cousine zweiten Grades | evtl. aus dem finnischen pikkuserkku hergeleitet                                                                                  |
| stöpsel      | stickpropp                | Stecker, Steckkontakt              | ursprünglich vom deutschen Stöpsel, ähnlich das Russische штепсель (schtepsel),                                                   |
| tövla        | vara klumpig, fumlig      | unbeholfen, ungeschickt sein       | |
| vilig        | riktigt bra               | sehr gut, „Geil!“                  | |
| ämbar        | hink                      | Eimer                              | gilt in Schweden als altertümlich; Lehnwort aus dem Niederdeutschen, das sich aus dem griechischen ἀμφορεύς (amphoreus) herleitet |

## Westliches und östliches Åländisch
Das westliche Åländisch knüpft an die Dialekte im ostschwedischen Uppland (Region Roslagen) an, was vor allem für die åländische Insel Eckerö gilt. Bei den Dialekten von Eckerö und Roslagen gibt es mehrere Ähnlichkeiten, unter anderem der Wegfall des Anfangsbuchstabens h. Die unverfälschten oståländischen Dialekte teilen sich dagegen gemeinsame Merkmale mit den schwedischen Dialekten im Åboland, einer Region im Archipel des südwestfinnischen Schärenmeers, sowie im südlichen Österbotten an der finnischen Westküste. Ebenso unterscheidet sich der Wortschatz im westlichen und östlichen Åland. In der weståländischen und uppländischen Sprache findet sich beispielsweise das Verb krypa für „kriechen, krabbeln, kribbeln“ und das Adjektiv kullig für „hügelig“, während die entsprechenden Wörter im Oståländischen kräka und snuvig sind.